# Bruno China
Bruno Manuel Rodrigues Silva (Matosinhos, Portugal, 5 de agosto de 1982) es un exfutbolista y entrenador portugués. Rescindió su contrato con el Real Mallorca de la La Liga de España en 2010 y actualmente está retirado. Actualmente dirige al Varzim SC.

## Clubes

### Como jugador
| Club                 | País     | Año       |
| -------------------- | -------- | --------- |
| Leixões              | Portugal | 2000-2009 |
| Mallorca             | España   | 2009-2010 |
| Rio Ave              | Portugal | 2010-2012 |
| Académica de Coimbra | Portugal | 2012-2014 |
| Os Belenenses        | Portugal | 2014-2015 |
| Leixões              | Portugal | 2015-2018 |

### Como Entrenador
| Club           | País     | Año           |
| -------------- | -------- | ------------- |
| Leixões        | Portugal | 2018          |
| Leixões Sub-23 | Portugal | 2019-2020     |
| Leixões        | Portugal | 2020          |
| SC Espinho     | Portugal | 2021          |
| FC Felgueiras  | Portugal | 2021-2022     |
| CD Trofense    | Portugal | 2022          |
| Varzim SC      | Portugal | 2023-presente |